# River Leadon
River Leadon är ett vattendrag i Storbritannien.   Det ligger i riksdelen England, i den södra delen av landet, 150 km väster om huvudstaden London.